# 도호쿠 지방 태평양 해역 지진에 의한 전력 위기
이 문서는 동일본 대지진에 의한 전력 위기를 설명한다.

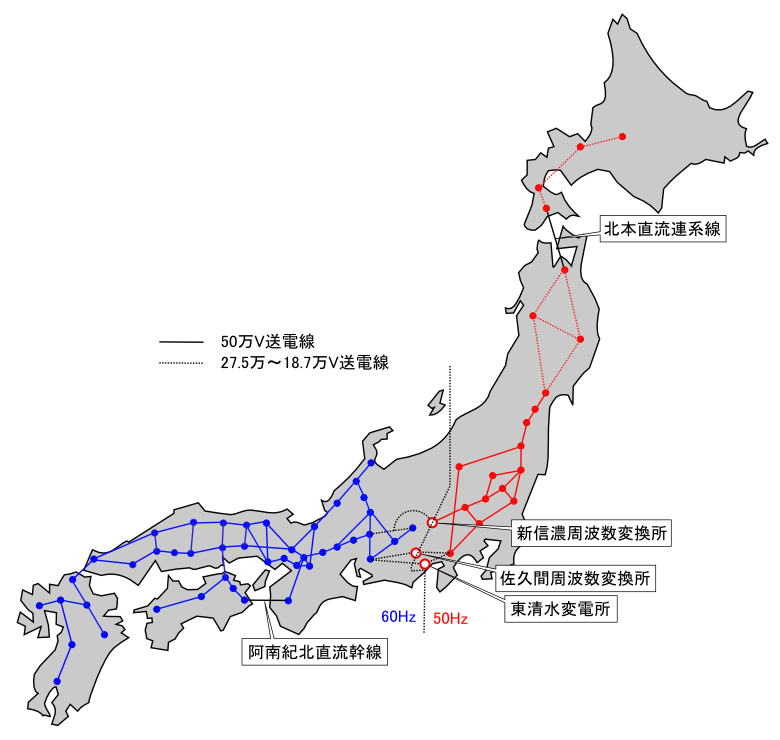
일본의 전력망.동일본의 상용 전원 주파수는 50Hz, 서일본은 60Hz로 다르다. 때문에 주파수를 변경할 수 있는 전력은 2011년 3월 현재 100만kW에 한정되어있다.

## 개요
도후쿠 전력에 따르면 11일 오후 5시 시점에서는 아오모리현 아키타현 이와테현 전역 및 야마가타현 미야기현의 거의 전역, 후쿠시마현의 일부 지역 (후쿠시마시, 다테 시, 다테 군 등)에서 정전되어, 동북 지방에서만 약 440 만 가구가 정전되었다.도쿄 전력에 따르면 관동 지방의 정전은 전체 405만 가구에 달했다.
도쿄 전력은 후쿠시마 제 1 원자력 발전소와 후쿠시마 제2 원자력 발전소(아래 참고), 광야 화력 발전소 2·4호기, 히타치 나카 화력 발전소 1호기, 가시마 화력 발전소 2·3·5·6호기, 오이 화력 발전소 2·3호기, 고이 화력 발전소 4호기, 히가시오기지마(東扇島) 화력 발전소 1호기가 정지하였다. 고이 화력 발전소는 3월 12일 오전 1시에 운행을 재개했다. 수력 발전소도 후쿠시마 현내 14개소, 도치기 현 4개소, 야마나 시현에서 4개소가 정지되었다. 변전소도 9개소가 정지하고 있었지만, 3월 13일 10시 시점에서는 수력 발전소는 모두 복구되어 복구가 완료되지 않은 변전소가 4개소로 감소하고 있다. 한편 니가타 현 가시와자키가리와 원자력 발전소는 보통 운전을 계속하고있다.도쿄 전력 관내에서는 3월 12일 1시 시점에서는 240만 가구의 정전이 있었지만, 10시 시점에서는 100만 가구가 정전되고 있다. 도쿄 전력은 지진에 따른 발전소 및 유통 시설에 큰 피해를 입고 있는 가운데, 중부 전력, 관서 전력, 규슈 전력, JR 동일본에서 전력 융통성을 받고 있지만 전력 수급이 부족하다고 하여 전원을 절약을 호소하였고, 14 일부터 계획정전 (정전 계획)를 실시했다.
도쿄 전력은 계획 정전을 14일부터 4월 말까지 수급 상황에 따라 실시한다고 발표하였다. 4월 들어 도쿄 전력은 정지 중이던 화력 발전소의 가동과 기온의 상승 등에 의한 공급 불안이 줄어들어 6월 3일까지 계획 정전을 원칙 실시하지 않는다고 발표하였다.
절전 정전 문제 외에 통상 업무, 예를 들어 검침도 교통 사정 등을 이유로 3월 14일부터 16일 (일부 지역은 3월 23일까지)동안 중단되었다. 검침이 중단됐던 고객에 대한 요금 청구는 3월분과 2월분을 동일하게 청구하고 청구 차액에 대해서는 이후의 청구 금액에 따라 정산하는 대응이 발표되었다.
홋카이도 전력은 3월 13일부터 쓰가루 해협 해저를 통과하는 송전선 (키타모토와 연계)을 사용하여 전선의 최대 능력인 60만㎾와 가까운 전력을 거의 매일 도쿄 전력과 도호쿠 전력에 공급하여 왔으나, 4월 7일 밤 지진 직후부터 동북 지방이 중단되어 그 영향으로 송전 시설이 자동 정지하여 전력 공급이 멈추게 된다.

## 계획 정전
도쿄 전력에 의한 계획 정전은 3월 14일에 시작되어 실제로 정전을 실시한 지역은 일부에 불과했지만, 도쿄 전력의 발표에 문제가 있어서, 안내 부족에 따른 혼란이 잇따랐다. 그 외에 피해를 입은 지바 현 북동부와 이바라키 현 지구 대상 지역이 정전 수행 지역에 포함되어 비판을 받았다. 이로 인해 이바라키 현과 지바 현의 양 지사가 피해 지역에서 정전 실시 조치를 취소할 것을 여러 번 요청했다. 결국 15일 이후 피해를 입은 이바라키 현과 지바 현의 일부 도시는 당분간 계획 정전 대상에서 제외되었다.도쿄 전력은 3월 15일 이후에도 수시로 정전 계획을 발표, 수급 상황을 짐작해 필요한 시간에 실시되었다. 4월 8일 도쿄 전력은 공급에 대한 불안이 줄어들어서 계획 정전을 원칙적으로 6월 3일까지 실시하지 않기로 발표했다.

## 같이 보기
- 동일본 대지진
- 후쿠시마 제1 원자력 발전소 사고